# Достать ножи: Стеклянная луковица
«Доста́ть ножи́: Стекля́нная лу́ковица» (англ. Glass Onion: A Knives Out Mystery) — американский детективный фильм 2022 года от сценариста и режиссёра Райана Джонсона, вторая часть франшизы, продолжение фильма «Достать ножи» (2019). Дэниел Крейг в нём снова сыграл детектива Бенуа Бланка, расследующего убийство. Другие роли сыграли Эдвард Нортон, Жанель Монэ, Кэтрин Хан, Лесли Одом-младший, Джессика Хенвик, Мэдлин Клайн, Кейт Хадсон, Дэйв Батиста. Название картины взято из песни The Beatles Glass Onion.
Премьера картины состоялась 10 сентября 2022 года на 47-м Международном кинофестивале в Торонто. 23 ноября фильм вышел в ограниченный прокат, 23 декабря появился на Netflix. Он получил положительные отзывы критиков за сценарий, режиссуру, актёрскую игру и музыку. Национальный совет кинокритиков США включил «Стеклянную луковицу» в свой список десяти лучших лент 2022 года. Фильм был номинирован на 95-ю премию «Оскар» в категории «Лучший адаптированный сценарий» и на множество других кинопремий.
На 2025 год запланирован релиз следующей части франшизы, «Достать ножи: Проснись, мертвец».

## Сюжет

Показанная в фильме картина Леонардо да Винчи «Мона Лиза», написанная в начале XVI века.

В мае 2020 года, в период пандемии COVID-19, миллиардер и сооснователь технологической компании «Альфа» Майлз Брон решает провести игру с загадочным убийством в своём поместье Стеклянная луковица, находящемся на его частном острове в Греции. Он приглашает друзей: главного учёного «Альфы» Лайонела Туссена, губернатора Коннектикута Клэр Дебеллу, нашумевшую модельершу Бёрди Джей, стримера и борца за права мужчин Дюка Коди, соучредителя и свергнутого генерального директора «Альфы» Кассандру «Энди» Брэнд. К этой компании присоединяются знаменитый детектив Бенуа Бланк, ассистентка Бёрди Пег и Уиски, девушка Дюка. Майлз удивлён приездом Бланка, так как не приглашал его, но позволяет детективу остаться.
Брон показывает гостям «Мону Лизу», взятую в аренду у Лувра, и рассказывает, что Стеклянную луковицу питает энергией «Клир», альтернативное топливо на базе водорода, которое «Альфа» представит всему миру через неделю несмотря на опасения Лайонела и Клэр. Бланк быстро разгадывает придуманную хозяином для развлечения загадку его собственного убийства. Внезапно Дюк умирает после того, как выпил алкоголь из стакана Майлза. Пистолет Дюка исчезает, в доме отключается электричество, неизвестный стреляет в Энди. Бланк собирает остальных гостей и заявляет, что раскрыл убийство.
Далее следует пространный флешбэк. В действительности Энди умерла (по официальной версии, покончила с собой) за неделю до поездки, а её сестра-близнец Хелен наняла Бланка для расследования. Во времена своей работы в «Альфе» Энди приостановила работу с «Клиром» из соображений безопасности, и Майлз её уволил. Друзья Майлза дали в суде ложные показания о том, что интеллектуальная собственность на компанию принадлежит именно ему. Впоследствии Энди нашла неоспоримое доказательство своей правоты, салфетку, на которой когда-то была нарисована первоначальная бизнес-схема «Альфы», и отправила её фото всем четырём свидетелям, но после её смерти красный конверт с салфеткой не был найден. Так как о смерти Энди не было объявлено, Бланк попросил Хелен приехать на вечеринку Майлза под видом сестры и помочь ему в расследовании.
Хелен помогает Бланку выяснить мотивы каждого из гостей: Лайонел и Клэр поставили под угрозу свою репутацию, работая с крайне опасным «Клиром», Бёрди обречена на медийный скандал, так как её модельный дом использует детский труд в Бангладеш, а Дюк использовал Уиски, чтобы соблазнить Майлза в обмен на продвижение его блогерского проекта через «Альфа-ньюс». Выясняется, что каждый из четверых посещал дом Энди в день её смерти. Когда в Хелен стреляют, пулю останавливает дневник Энди в кармане пиджака, но Бланк сообщает остальным гостям о её смерти, чтобы выиграть время.
Детектив заявляет, что убийца — Майлз: Энди он убил из-за салфетки, Дюка из-за его шантажа. Хелен находит салфетку Энди в кабинете Майлза и показывает её остальным, раскрывая свою личность, но Брон сжигает салфетку. Тогда Хелен в гневе громит гостиную и устраивает пожар. Она бросает в огонь образец «Клира», происходит взрыв, и поместье полностью погибает в огне вместе с «Моной Лизой». Понимая, что это докажет опасность «Клира» и погубит Майлза, все гости заявляют, что дадут показания в суде. В финале Хелен и Бланк сидят на пляже и наблюдают за прибытием полиции.

## В ролях

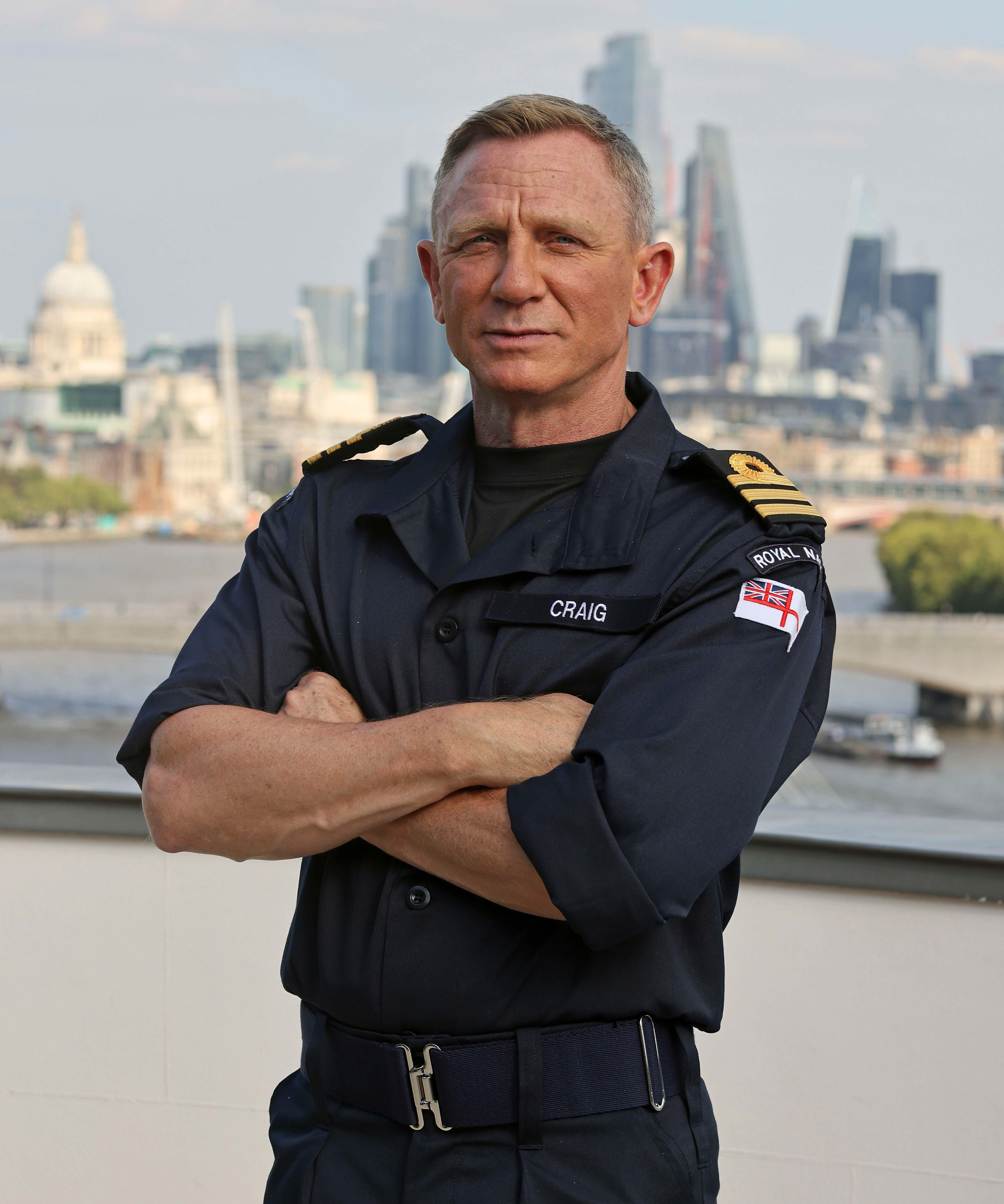
Дэниел Крейг повторил свою роль детектива Бенуа Бланка.

- Дэниел Крейг — Бенуа Бланк[3][4], частный детектив[5];
- Эдвард Нортон — Майлз Брон, миллиардер из Нью-Йорка и владелец крупной технологической компании[6][7];
- Жанель Монэ — Хелен и Кассандра «Энди» Брэнд, сёстры-близнецы; первая — учительница из Алабамы, а вторая — бывший бизнес-партнёр Майлза[3][5][8];
- Кэтрин Хан — Клэр Дебелла, губернатор Коннектикута, баллотирующаяся в Сенат[3][9];
- Лесли Одом-младший — Лайонел Туссен, учёный, работающий на Майлза[3][10];
- Кейт Хадсон — Бёрди Джей, жизнелюбивая и неполиткорректная персона, бывшая супермодель, а ныне модельер из Манхэттена[3][11];
- Дэйв Батиста — Дюк Коди, известный YouTube- и Twitch-блогер и борец за права мужчин[3][12];
- Джессика Хенвик — Пег, ассистентка Бёрди[3][13];
- Мэдлин Клайн — Уиски, девушка Дюка и ассистентка по делам канала[3][14];
- Ной Сеган — Дерол, бездельник, живущий на острове Майлза. В фильме «Достать ножи» Сеган сыграл офицера Вагнера[15];
- Джеки Хоффман — Ма Коди, мать Дюка[16];
- Даллас Робертс — Девон Дебелла, муж Клэр[17];
- Итан Хоук — ассистент Майлза (в титрах «эффективный человек»)[18][19][20];
- Хью Грант — Филлип, сожитель Бланка[18].

Джозеф Гордон-Левитт озвучил настенные часы Майлза (в предыдущем фильме он озвучил детектива Хардрока). Стивен Сондхайм, Анджела Лэнсбери, Наташа Лионн, Карим Абдул-Джаббар, Йо Йо Ма, Джейк Таппер и Серена Уильямс сыграли в фильме самих себя. Сондхайм и Лэнсбери умерли до выхода «Стеклянной луковицы», и фильм посвящён их памяти. На бутылках с комбучей и острым соусом видны изображения Джареда Лето и Джереми Реннера.

## Производство
Разработка

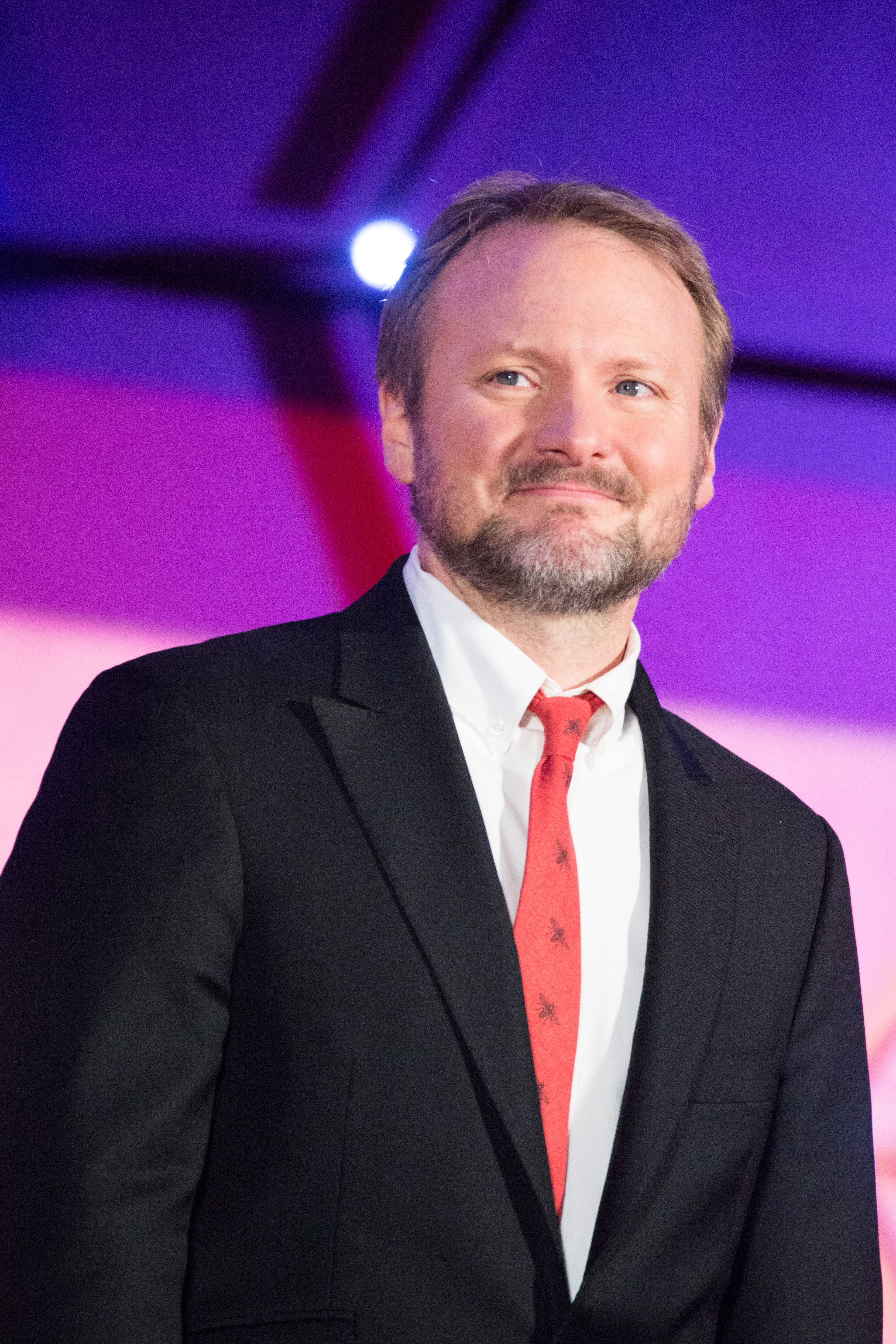
Сценарист, режиссёр и продюсер фильма Райан Джонсон

Фильм «Достать ножи» (2019) совместного производства компаний MRC и Lionsgate Films собрал в прокате $311 млн при бюджете в $40 млн и стал таким образом вторым самым кассовым фильмом года из числа не основанных на существовавшей прежде интеллектуальной собственности. Ещё до премьеры сценарист и режиссёр картины Райан Джонсон заявил о возможности сиквела. В начале 2020 года компания Lionsgate официально дала «зелёный свет» продолжению.
В марте 2021 года Netflix, Amazon и Apple начали соревноваться за возможность купить права на новый фильм и ещё один сиквел «Достать ножи». В конечном итоге Netflix купил права на показ за $469 млн. Джонсон стал режиссёром проекта, Дэниел Крейг снова получил роль Бланка, а бюджет первого из фильмов составил по меньшей мере $40 млн. Сообщалось, что за участие в обоих проектах Джонсон, Крейг и продюсер фильма Рэм Бергман получили более $100 млн. Проигравшие стороны назвали это необъяснимой и «умопомрачительной» сделкой из-за высокой цены.
Сценарий картины был написан Джонсоном во время локдауна в 2020 году. Греция стала местом действия из-за желания сценариста поехать за границу, когда международные путешествия были под запретом. Он приступил к работе, отталкиваясь от желания создать «загадку на отдыхе» в стиле своих любимых сюжетов, таких как «Зло под солнцем», «Смерть на Ниле» и «Последний круиз на яхте „Шейла“». Джонсон уточнил, что «Стеклянная луковица» станет не продолжением своего предшественника, а отдельным фильмом с новой историей и новыми актёрами по аналогии с серией романов Агаты Кристи об Эркюле Пуаро. Он хотел, чтобы название фильма соответствовало метафоре об истине, скрывающейся у всех на виду, и, будучи фанатом The Beatles, обратил внимание на песню Glass Onion: она дала фильму название, и она звучит во время финальных титров.
В фильме есть отсылки и к другим песням The Beatles: среди стеклянных скульптур есть фигуры моржа («I Am the Walrus») и ягод земляники («Strawberry Fields Forever»), а пульт, контролирующий систему безопасности вокруг «Моны Лизы», смоделирован в виде «Дурака на холме».
Процесс кастинга Джонсон назвал «организацией званого ужина». Дэйв Батиста, по его словам, прошёл прослушивание во время непринуждённого телефонного разговора, а Кэтрин Хан закрепила за собой роль после нескольких видеозвонков в Zoom.
Из первого фильма в проект пришли оператор-постановщик Стив Йедлин, монтажёр Боб Дюксе и композитор Нэйтан Джонсон. Съёмки начались 28 июня 2021 года на острове Спеце в Греции. Основной локацией стала вилла компании Aman Resorts, где жили актёры с семьями (Джонсон назвал это «семейными каникулами во время съёмок фильма»). 30 июля 2021 года съёмочная группа отправилась в Белград, чтобы отснять сцены в помещениях и нью-йорские эпизоды. Съёмки завершились 13 сентября 2021 года.
Музыка
Музыку для фильма написал Нэйтан Джонсон, двоюродный брат Райана и его коллега по ряду проектов. Это пятая совместная работа кузенов после фильмов «Кирпич» (2005), «Братья Блум» (2009), «Петля времени» (2012) и «Достать ножи». 25 ноября 2022 года вышел отдельный альбом под лейблом Netflix Music.
В фильме звучат песни Under the Bridge группы Red Hot Chili Peppers, Star и Starman Дэвида Боуи, Mona Lisa Нэта Кинга Коула. Нортон играет на гитаре песню The Beatles Blackbird. В титрах звучит песня The Beatles Glass Onion.

## Релиз
Тизер-трейлер «Стеклянной луковицы» вышел 8 сентября 2022 года, а полноценный трейлер — 7 ноября. Джонсон, по его словам, был взбешён подзаголовком «Достать ножи» и изначально настаивал на том, чтобы фильм назывался просто «Стеклянная луковица», хотя и понимал, что зрителям важно знать о причастности фильма к серии.
Международная премьера состоялась 10 сентября на 47-м кинофестивале в Торонто. В октябре «Стеклянную луковицу» показали на Кинофестивале в Филадельфии, её показом завершились Лондонский кинофестиваль 16 октября и Fest 919 30 октября. 3 ноября она стала фильмом открытия кинофестиваля в Майами. Премьера картины на Netflix состоялась 23 декабря того же года.
Netflix подписал контракты с тремя крупнейшими в США сетями кинотеатров (AMC Theatres, Regal Cinemas и Cinemark), согласно которым с 23 по 29 ноября у «Стеклянной луквицы» был ограниченный прокат приблизительно в 600 кинотеатрах. Это был первый случай, когда фильм Netflix был показан сразу тремя ведущими в пределах страны киносетями. Позже стало известно, что Netflix согласился на меньший размер прокатного дохода от кинотеатров, чем обычно (40 % вместо 60—70 %), и на увеличение средств на рекламную кампанию на площадках в четыре раза. Некоторым небольшим кинотеатрам не разрешили показывать фильм, так как Netflix предпочитал демонстрацию «Стеклянной луковицы» в более крупных кинотеатрах.
На физических носителях
23 декабря 2022 года в интервью TheWrap Джонсон и Бергман подтвердили факт проведения переговоров с Netflix относительно возможного релиза фильма на Blu-ray. Бергман сказал: «Были переговоры, но пока не было результатов. Надеюсь, у нас получится. У нас есть много того, что можно уместить на диск, если кому-то это будет интересно». Джонсон, который в течение долгого времени был сторонником физических носителей, также выразил надежду, сказав, что даже если эта идея не будет реализована, он постарается в каком-либо виде включить в фильм аудиокомментарии.

## Оценки
В США и Канаде картина вышла 23 ноября 2022 года, в один день с фильмами «Странный мир» и «Двойная петля», и в то же время шёл широкий прокат фильмов «Целиком и полностью» и «Фабельманы». Согласно прогнозам, в свой первый пятидневный уик-энд картина должна была собрать $6–8 млн в 698 кинотеатрах. Как и в случае с предыдущими своими театральными релизами, Netflix не разглашал данные о сборах фильма. Deadline Hollywood сообщил, что в первый день сборы составили $2–2,5 млн, так что прогнозируемые суммы выросли до $12,3 млн. Позднее The Hollywood Reporter сообщил о том, что к концу пятидневного уик-энда фильм собрал приблизительно $13,1 млн, став лучшим театральным релизом Netflix и оказавшись на третьем месте по сборам после «Чёрной пантеры: Ваканды навеки» и «Странного мира».
На сайте-агрегаторе рецензий Rotten Tomatoes картина получила рейтинг 94 % со средней оценкой 8/10. Рецензенты с этого ресурса назвали актёрский ансамбль «выдающимся», а показанное в фильме расследование «дико увлекательным». На сайте Metacritic рейтинг «Стеклянной луковицы» составил 81 балл из 100 возможных, что указывает на «всеобщее признание».
Рецензент Variety Оуэн Глейберман охарактеризовал фильм как «более масштабную, более зрелищную и более продуманную загадку», чем первая часть. Кристи Лемир с сайта RogerEbert.com оценила «Стеклянную луковицу» на 3 звезды из 4, Питер Брэдшоу из The Guardian — на 4 звезды из 5. Многие рецензенты проводили аналогии с реальными историями о современных бизнес-магнатах. Так, Калдер Макхью из Politico описал фильм как «аллегорию на нашу жизнь с вездесущими Илоном Маском, Дональдом Трампом и Джеффом Безосом», а Джеймс Дауни из MSNBC счёл, что Майлз Брон с его «смесью бахвальства, гордыни и поверхностных идей» напоминает Илона Маска. Сам Джонсон прокомментировал актуальность фильма в связи с недавним приобретением Маском Твиттера словами: «Один мой друг сказал: „Мужик, ты это как будто сегодня днём написал“. И это всего лишь что-то вроде ужасной-преужасной случайности, понимаете?».
Журналистка The Atlantic Ширли Ли высоко оценила "избыточный шарм" Майлза Брона в исполнении Нортона и то, как в фильме показаны «абсурдные привилегии богатых». Для Сергея Степанова («Афиша Daily») «Стеклянная луковица» — «незамутнённое эскапистское удовольствие» благодаря «и персональному, и формальному мастерству» её авторов. Оля Смолина («Фильм.ру») пришла к выводу, что вторая часть франшизы заметно хуже первой из-за «почти нулевой интриги».

## Награды и номинации
| Награда                                                  | Дата вручения    | Категория                                                               | Номинанты и получатели                                         | Результат    | П.              |
| -------------------------------------------------------- | ---------------- | ----------------------------------------------------------------------- | -------------------------------------------------------------- | ------------ | --------------- |
| AACTA                                                    | 24 февраля 2023  | Лучший сценарий                                                         | Райан Джонсон                                                  | Номинация    | [ 73 ] [ 74 ]   |
| Оскар                                                    | 12 марта 2023    | Лучший адаптированный сценарий                                          | Райан Джонсон                                                  | Номинация    | [ 75 ]          |
| Премия Ассоциации афроамериканских кинокритиков          | 1 марта 2023     | Десять лучших фильмов года                                              | «Достать ножи: Стеклянная луковица»                            | Пятое место  | [ 76 ]          |
| Премия Ассоциации афроамериканских кинокритиков          | 1 марта 2023     | Лучший сценарий                                                         | Райан Джонсон                                                  | Победа       | [ 77 ]          |
| Премия Ассоциации афроамериканских кинокритиков          | 1 марта 2023     | Лучший ансамбль                                                         | «Достать ножи: Стеклянная луковица»                            | Победа       | [ 77 ]          |
| Альянс женщин-киножурналистов                            | 5 января 2023    | Лучшая актриса второго плана                                            | Жанель Монэ                                                    | Номинация    | [ 78 ] [ 79 ]   |
| Альянс женщин-киножурналистов                            | 5 января 2023    | Лучший адаптированный сценарий                                          | Райан Джонсон                                                  | Номинация    | [ 78 ] [ 79 ]   |
| Премия Американской ассоциации монтажёров                | 5 марта 2023     | Лучший монтаж фильма — комедия                                          | Боб Дюксе                                                      | Номинация    | [ 80 ]          |
| Премия Гильдии художников-постановщиков США              | 18 февраля 2023  | Лучшая работа художника-постановщика в современном фильме               | Рик Хайнрикс                                                   | Победа       | [ 81 ]          |
| Artios Awards                                            | 9 марта 2023     | Большой бюджет — комедия                                                | Мэри Вернье и Брет Хоуи                                        | Ожидается    | [ 82 ]          |
| Премия Ассоциации кинокритиков Остина                    | 10 января 2023   | Лучшая актриса второго плана                                            | Жанель Монэ                                                    | Номинация    | [ 83 ] [ 84 ]   |
| Премия Ассоциации кинокритиков Остина                    | 10 января 2023   | Лучший адаптированный сценарий                                          | Райан Джонсон                                                  | Победа       | [ 83 ] [ 84 ]   |
| Премия Ассоциации кинокритиков Остина                    | 10 января 2023   | Лучший монтаж                                                           | Боб Дюксе                                                      | Номинация    | [ 83 ] [ 84 ]   |
| Премия Ассоциации кинокритиков Остина                    | 10 января 2023   | Лучший актёрский ансамбль                                               | «Достать ножи: Стеклянная луковица»                            | Номинация    | [ 83 ] [ 84 ]   |
| Black Reel Awards                                        | 6 февраля 2023   | Лучшая актриса второго плана                                            | Жанель Монэ                                                    | Номинация    | [ 85 ] [ 86 ]   |
| Международный кинофестиваль Capri Hollywood              | 4 января 2023    | Лучший адаптированный сценарий                                          | Райан Джонсон                                                  | Победа       | [ 87 ] [ 88 ]   |
| Международный кинофестиваль Capri Hollywood              | 4 января 2023    | Лучший актёрский ансамбль                                               | «Достать ножи: Стеклянная луковица»                            | Победа       | [ 87 ] [ 88 ]   |
| Премия Ассоциации кинокритиков Чикаго                    | 14 декабря 2022  | Лучшая актриса второго плана                                            | Жанель Монэ                                                    | Номинация    | [ 89 ] [ 90 ]   |
| Премия Ассоциации кинокритиков Чикаго                    | 14 декабря 2022  | Лучший адаптированный сценарий                                          | Райан Джонсон                                                  | Номинация    | [ 89 ] [ 90 ]   |
| Премия Ассоциации кинокритиков Чикаго                    | 14 декабря 2022  | Лучшая работа художника/художника-постановщика                          | «Достать ножи: Стеклянная луковица»                            | Номинация    | [ 89 ] [ 90 ]   |
| Премия Гильдии художников по костюмам                    | 27 февраля 2023  | Лучшие костюмы в современном фильме                                     | Дженни Иган                                                    | Номинация    | [ 91 ]          |
| Выбор критиков                                           | 15 января 2023   | Лучший фильм                                                            | «Достать ножи: Стеклянная луковица»                            | Номинация    | [ 92 ]          |
| Выбор критиков                                           | 15 января 2023   | Лучшая комедия                                                          | «Достать ножи: Стеклянная луковица»                            | Победа       | [ 92 ]          |
| Выбор критиков                                           | 15 января 2023   | Лучший адаптированный сценарий                                          | Райан Джонсон                                                  | Номинация    | [ 92 ]          |
| Выбор критиков                                           | 15 января 2023   | Лучшая актриса второго плана                                            | Жанель Монэ                                                    | Номинация    | [ 92 ]          |
| Выбор критиков                                           | 15 января 2023   | Лучший дизайн костюмов                                                  | Дженни Иган                                                    | Номинация    | [ 92 ]          |
| Выбор критиков                                           | 15 января 2023   | Лучший актёрский ансамбль                                               | «Достать ножи: Стеклянная луковица»                            | Победа       | [ 92 ]          |
| Ассоциация кинокритиков Далласа/Форт-Уэрта               | 19 декабря 2022  | Лучшая актриса второго плана                                            | Жанель Монэ                                                    | Пятое место  | [ 93 ]          |
| Dorian Awards                                            | 23 февраля 2023  | Лучшая роль второго плана                                               | Жанель Монэ                                                    | Номинация    | [ 94 ]          |
| Dorian Awards                                            | 23 февраля 2023  | Самый манерный фильм года                                               | «Достать ножи: Стеклянная луковица»                            | Номинация    | [ 94 ]          |
| Премия Кружка кинокритиков Флориды                       | 22 декабря 2022  | Лучший адаптированный сценарий                                          | Райан Джонсон                                                  | Номинация    | [ 95 ] [ 96 ]   |
| Премия Ассоциации кинокритиков Джорджии                  | 13 января 2023   | Лучший фильм                                                            | «Достать ножи: Стеклянная луковица»                            | Номинация    | [ 97 ] [ 98 ]   |
| Премия Ассоциации кинокритиков Джорджии                  | 13 января 2023   | Лучшая актриса второго плана                                            | Жанель Монэ                                                    | Второе место | [ 97 ] [ 98 ]   |
| Премия Ассоциации кинокритиков Джорджии                  | 13 января 2023   | Лучший адаптированный сценарий                                          | Райан Джонсон                                                  | Победа       | [ 97 ] [ 98 ]   |
| Премия Ассоциации кинокритиков Джорджии                  | 13 января 2023   | Лучший ансамбль                                                         | «Достать ножи: Стеклянная луковица»                            | Победа       | [ 97 ] [ 98 ]   |
| Золотой глобус                                           | 10 января 2023   | Лучший фильм — комедия или мюзикл                                       | «Достать ножи: Стеклянная луковица»                            | Номинация    | [ 99 ]          |
| Золотой глобус                                           | 10 января 2023   | Лучший актёр — комедия или мюзикл                                       | Дэниел Крейг                                                   | Номинация    | [ 99 ]          |
| Премия Гильдии музыкальных руководителей                 | 5 марта 2023     | Лучший контроль за сведением музыки в фильме с бюджетом $25 млн и более | Джули Глейз Хулигэн                                            | Ожидается    | [ 100 ]         |
| Премия Гильдии музыкальных руководителей                 | 5 марта 2023     | Лучший контроль сведения музыки в трейлере — кинофильм                  | Синери Самундра и Грегори Суини за «Официальный тизер-трейлер» | Ожидается    | [ 100 ]         |
| Премия Ассоциации кинокритиков Голливуда                 | 24 февраля 2023  | Лучший актёрский ансамбль                                               | «Достать ножи: Стеклянная луковица»                            | Номинация    | [ 101 ] [ 102 ] |
| Премия Ассоциации кинокритиков Голливуда                 | 24 февраля 2023  | Лучший адаптированный сценарий                                          | Райан Джонсон                                                  | Номинация    | [ 101 ] [ 102 ] |
| Премия Ассоциации кинокритиков Голливуда                 | 24 февраля 2023  | Лучшая комедия                                                          | «Достать ножи: Стеклянная луковица»                            | Победа       | [ 101 ] [ 102 ] |
| Творческая премия Ассоциации кинокритиков Голливуда      | 24 февраля 2023  | Лучший директор по кастингу                                             | Мэри Вернье и Брет Хоуи                                        | Победа       | [ 101 ] [ 102 ] |
| Творческая премия Ассоциации кинокритиков Голливуда      | 24 февраля 2023  | Лучший монтаж                                                           | Боб Дюксе                                                      | Номинация    | [ 101 ] [ 102 ] |
| Премия Общества кинокритиков Хьюстона                    | 18 февраля 2023  | Лучшая актриса второго плана                                            | Жанель Монэ                                                    | Номинация    | [ 103 ] [ 104 ] |
| Премия Общества кинокритиков Хьюстона                    | 18 февраля 2023  | Лучший актёрский ансамбль                                               | «Достать ножи: Стеклянная луковица»                            | Номинация    | [ 103 ] [ 104 ] |
| Премия публицистов МГК                                   | 10 марта 2023    | Приз Максвелла Вайнберга                                                | «Достать ножи: Стеклянная луковица»                            | Ожидается    | [ 105 ]         |
| Премия Международной ассоциации музыкальных кинокритиков | 23 февраля 2023  | Лучшая музыка к комедийному фильму                                      | Нэйтан Джонсон                                                 | Победа       | [ 106 ] [ 107 ] |
| Премия Гильдии визажистов и стилистов                    | 11 февраля 2023  | Лучшие современные причёски в полнометражном фильме                     | Джереми Вудхэд, Трейси Смит и Лесли Д. Беннетт                 | Номинация    | [ 108 ]         |
| Международный кинофестиваль в Майами                     | 3 ноября 2022    | Награда ансамблю                                                        | «Достать ножи: Стеклянная луковица»                            | Победа       | [ 55 ]          |
| NAACP Image                                              | 25 февраля 2023  | Лучшая актриса второго плана — кинофильм                                | Жанель Монэ                                                    | Номинация    | [ 109 ]         |
| Премия Национального совета кинокритиков США             | 8 декабря 2022   | Десять лучших фильмов                                                   | «Достать ножи: Стеклянная луковица»                            | Победа       | [ 110 ]         |
| Премия Национального совета кинокритиков США             | 8 декабря 2022   | Лучшая актриса второго плана                                            | Жанель Монэ                                                    | Победа       | [ 110 ]         |
| Премия Сетевых кинокритиков Нью-Йорка                    | 8 декабря 2022   | Лучший актёрский ансамбль                                               | «Достать ножи: Стеклянная луковица»                            | Победа       | [ 111 ]         |
| Премия Общества сетевых кинокритиков                     | 23 января 2023   | Лучший адаптированный сценарий                                          | Райан Джонсон                                                  | Победа       | [ 112 ]         |
| Премия Гильдии продюсеров США                            | 25 февраля 2023  | Лучший театральный фильм                                                | «Достать ножи: Стеклянная луковица»                            | Номинация    | [ 113 ] [ 114 ] |
| Премия Общества кинокритиков Сан-Диего                   | 6 января 2023    | Лучший комедийный актёр                                                 | Дэниел Крейг                                                   | Второе место | [ 115 ] [ 116 ] |
| Премия Общества кинокритиков Сан-Диего                   | 6 января 2023    | Лучший актёрский ансамбль                                               | «Достать ножи: Стеклянная луковица»                            | Номинация    | [ 115 ] [ 116 ] |
| Премия Общества кинокритиков Сан-Диего                   | 6 января 2023    | Лучшая работа художника-постановщика                                    | Рик Хайнрикс                                                   | Номинация    | [ 115 ] [ 116 ] |
| Премия Кружка кинокритиков Области залива Сан-Франциско  | 9 января 2023    | Лучший адаптированный сценарий                                          | Райан Джонсон                                                  | Номинация    | [ 117 ] [ 118 ] |
| Премия Кружка кинокритиков Области залива Сан-Франциско  | 9 января 2023    | Лучшая работа художника-постановщика                                    | Рик Хайнрикс и Элли Грифф                                      | Номинация    | [ 117 ] [ 118 ] |
| Спутник                                                  | 3 марта 2023     | Лучший фильм — комедия или мюзикл                                       | «Достать ножи: Стеклянная луковица»                            | Номинация    | [ 119 ] [ 120 ] |
| Спутник                                                  | 3 марта 2023     | Лучший актёр — комедия или мюзикл                                       | Дэниел Крейг                                                   | Номинация    | [ 119 ] [ 120 ] |
| Спутник                                                  | 3 марта 2023     | Лучшая актриса — комедия или мюзикл                                     | Жанель Монэ                                                    | Номинация    | [ 119 ] [ 120 ] |
| Спутник                                                  | 3 марта 2023     | Лучший адаптированный сценарий                                          | Райан Джонсон                                                  | Номинация    | [ 119 ] [ 120 ] |
| Спутник                                                  | 3 марта 2023     | Лучший актёрский состав                                                 | «Достать ножи: Стеклянная луковица»                            | Победа       | [ 119 ] [ 120 ] |
| Премия Общества кинокритиков Сиэтла                      | 17 января 2023   | Лучший фильм                                                            | «Достать ножи: Стеклянная луковица»                            | Номинация    | [ 121 ] [ 122 ] |
| Премия Общества кинокритиков Сиэтла                      | 17 января 2023   | Лучшая актриса второго плана                                            | Жанель Монэ                                                    | Номинация    | [ 121 ] [ 122 ] |
| Премия Общества кинокритиков Сиэтла                      | 17 января 2023   | Лучший сценарий                                                         | Райан Джонсон                                                  | Номинация    | [ 121 ] [ 122 ] |
| Премия Общества кинокритиков Сиэтла                      | 17 января 2023   | Лучший актёрский ансамбль                                               | Брет Хоуи и Мэри Вернье                                        | Победа       | [ 121 ] [ 122 ] |
| Премия Общества кинодекораторов США                      | 14 февраля 2023  | Лучший декор/дизайн в современном фильме                                | Элли Грифф и Рик Хайнрикс                                      | Номинация    | [ 123 ] [ 124 ] |
| Премия Ассоциации кинокритиков Сент-Луиса                | 18 декабря 2022  | Лучший комедийный фильм                                                 | «Достать ножи: Стеклянная луковица»                            | Второе место | [ 125 ] [ 126 ] |
| Премия Ассоциации кинокритиков Сент-Луиса                | 18 декабря 2022  | Лучший актёр                                                            | Дэниел Крейг                                                   | Номинация    | [ 125 ] [ 126 ] |
| Премия Ассоциации кинокритиков Сент-Луиса                | 18 декабря 2022  | Лучшая актриса второго плана                                            | Жанель Монэ                                                    | Второе место | [ 125 ] [ 126 ] |
| Премия Ассоциации кинокритиков Сент-Луиса                | 18 декабря 2022  | Лучший адаптированный сценарий                                          | Райан Джонсон                                                  | Номинация    | [ 125 ] [ 126 ] |
| Премия Ассоциации кинокритиков Сент-Луиса                | 18 декабря 2022  | Лучшая работа художника-постановщика                                    | Рик Хайнрикс                                                   | Второе место | [ 125 ] [ 126 ] |
| Премия Ассоциации кинокритиков Сент-Луиса                | 18 декабря 2022  | Лучший ансамбль                                                         | «Достать ножи: Стеклянная луковица»                            | Второе место | [ 125 ] [ 126 ] |
| Кинофестиваль в Торонто                                  | 18 сентября 2022 | Приз зрительских симпатий                                               | «Достать ножи: Стеклянная луковица»                            | Третье место | [ 127 ]         |
| Премия Кружка кинокритиков Ванкувера                     | 13 февраля 2023  | Лучшая актриса второго плана                                            | Жанель Монэ                                                    | Номинация    | [ 128 ] [ 129 ] |
| Премия Ассоциации кинокритиков Вашингтона                | 12 декабря 2022  | Лучшая актриса второго плана                                            | Жанель Монэ                                                    | Номинация    | [ 130 ]         |
| Премия Ассоциации кинокритиков Вашингтона                | 12 декабря 2022  | Лучший адаптированный сценарий                                          | Райан Джонсон                                                  | Победа       | [ 130 ]         |
| Премия Ассоциации кинокритиков Вашингтона                | 12 декабря 2022  | Лучшая работа художника-постановщика                                    | Рик Хайнрикс и Элли Грифф                                      | Номинация    | [ 130 ]         |
| Премия Ассоциации кинокритиков Вашингтона                | 12 декабря 2022  | Лучший актёрский ансамбль                                               | «Достать ножи: Стеклянная луковица»                            | Победа       | [ 130 ]         |
| Премия Гильдии сценаристов США                           | 5 марта 2023     | Лучший адаптированный сценарий                                          | Райан Джонсон                                                  | Номинация    | [ 131 ]         |

## Продолжение
Netflix владеет правами ещё как минимум на один фильм серии. В сентябре 2022 года Джонсон рассказал о своём намерении продолжить развивать франшизу новыми фильмами. Позднее в том же месяце Крейг и Джонсон заявили, что будут создавать нововведения в серии до тех пор, пока кто-то из них не оставит процесс. В ноябре 2022 года Джонсон сообщил о подготовке к работе над сценарием для триквела. В январе 2023 года он подтвердил, что уже начал работать над сценарием, и заявил, что третий фильм будет отличаться по тону и направленности от предыдущих. Позднее Джонсон заявил, что, хотя он сам утвердил подзаголовок предыдущего фильма, ему хотелось бы переименовать серию, добавляя к названиям будущих картин подзаголовок A Benoit Blanc Mystery.

## Комментарии
1. ↑  Разделено с фильмом «Освобождение» (2022).
2. ↑  У этой кинопремии нет одного конкретного победителя, учитываются все попавшие в список фильмы.